# F. Lorée

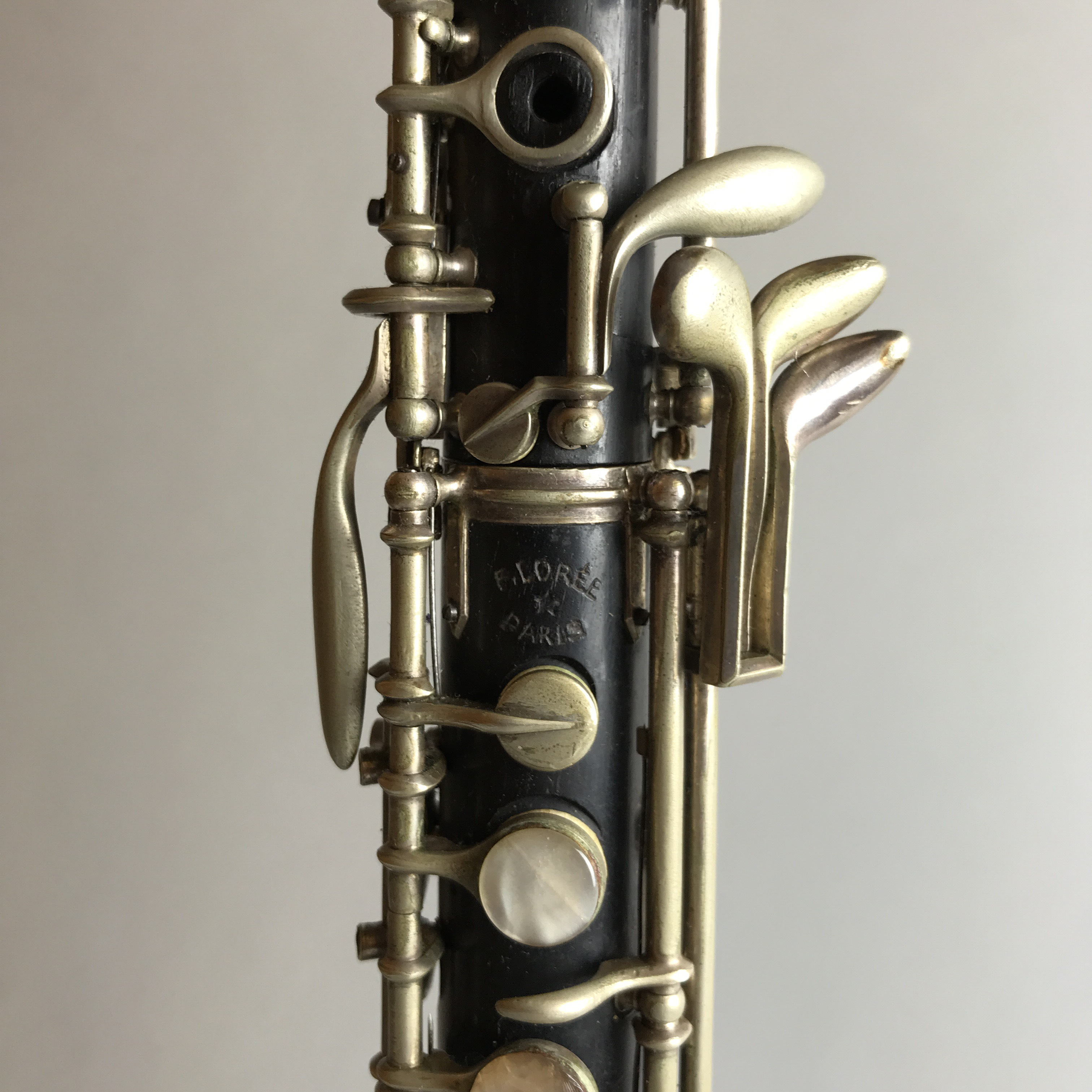
Fragment d'oboè construït per F. Lorée, al Museu de la Música de Barcelona

F. Lorée és un fabricant d'instruments musicals de doble canya establert a París, França. Lorée va produir instruments de nivell professional de la família de l'oboè sota la marca F. Lorée i oboès per a estudiants, de nivell més baix, amb la marca Cabart.
F. Lorée va ser fundat el 1881 per François Lorée quan va deixar el seu lloc de cap de taller del constructor d'oboès francès Frédéric Triébert.
L'empresa de Triébert, que van ser els principals constructors d'oboès a França de mitjans del segle XIX a França, es va desmuntar arran de la mort del seu únic propietari, Frédéric Triébert, el 1879. El 1882 hi havia canviat d'administració tres vegades i finalment va ser venuda al fabricant Gautrot, que alhora va ser adquirit per Couesnon el 1884.
L'últim capatàs de Frédéric Triébert, François Lorée (1835-1902), va crear la seva pròpia empresa d'oboè el 1881, que va mantenir l'obra i la tradició de Triébert. Adquirint el contracte de subministrament d'oboès al Conservatori de París el 1882, François Lorée va limitar el seu taller a fer oboès i corns anglesos. Hi ha moltes raons per creure que el professor d'oboè al Conservatoire de París, Georges Gillet, va animar a Lorée a instal·lar la seva pròpia botiga. Els fets que Lorée va adquirir el contracte del Conservatori abans de fer un sol oboè sota el seu propi nom i que va col·laborar amb Gillet en la construcció de l'oboè del sistema 6, suggereix aquest pla.
Fins a mitjans del segle XX, François Lorée gairebé no tingué rivals com a fabricant d'oboès francesos de qualitat. El 1906, treballant amb Georges Gillet, François, el seu fill, Adolphe Lucien Lorée, va modificar el Sistema Triébert 6 al 6bis, un sistema d'oboè que és el més utilitzat universalment. Encara avui dia Lorée segueix sent el principal oboè francès i, en un any normal, pot arribar a fabricar 15.000 instruments. La influència aclaparadora dels oboistes formats a conservatoris francesos que tocaven en orquestres nord-americanes dels anys 1900 va portar a Lorée a dominar el mercat americà durant la major part d'aquest segle; rar és l'oboista nord-americà que no ha tingut un oboè de Lorée en algun moment de la seva carrera.
Altres detalls de la relació Lorée-Triébert els trobem a l'article Robert Howe, "The Boehm Oboe and its Role in the Development of the Modern Oboe", Galpin Society Journal 2003.